# 조경 (신)
조경(曹竟, ? ~ 25년)은 전한 말기 ~ 신나라의 관료이자 유학자로, 자는 자기(子期)이며 산양군 사람이다.

## 행적
전한이 멸망하니 관직을 버리고 왕망에게 출사하지 않았다.
지황 4년(23년), 신나라가 멸망하였다. 경시제는 조경을 초빙하여 승상에 임명하고 열후에 봉하려 하였으나, 조경은 사양하였다.
건세 원년(25년), 장안에 당도한 적미군은 조경을 항복시키려 하였으나, 조경은 칼로 스스로 목숨을 끊었다.

## 출전
- 반고, 《한서》 권72 양공왕공포전